# تغيير الجنس
عبور جنسي أو تحوّل جنسي أو تغيير الجنس أو اشتهاء تغيير الجنس (بالإنجليزية: Transsexual)‏ هو التغير من جنس لآخر بسبب اختلاف تعبير بعض الأشخاص عن هويتهم الجنسية والاجتماعية عن الجنس الذي يولدون به. ويطلق على هؤلاء الاشخاص لفظ العابرين أو المتحولين جنسيًا. وفي بعض الأحيان يرغب العابرين أو المتحولين مساعدة طبية للعبور أو التحول من جنس لآخر. فيُعرّف الفرد نفسه على أنه ينتمي إلى الجنس المختلف عن جنسه الحيوي الأصلي. أغلب أسباب العبور الجنسي تعود إلى عدم راحة الأفراد بجنسهم الحالي ورغبتهم بأن يصبحوا أفرادا من الجنس الآخر، أو أنهم يعانون من إعاقة تسبب له قلقا من جنسهم الحالي. ينتشر تغيير الجنس في العديد من دول العالم خاصة الدول الغربية في القرن العشرين بعد الثورة الجنسية، إلا أنه لا زالت الكثير من المجتمعات تعد التغيير الجنسي ظاهرة سلبية وخاصة بتأثير كبير من القيم الدينية والثقافية للمجتمع.

## تغيير الجنس الطبيعي عند البشر
هناك حالات طبية عديدة يمكن أن تؤدّي إلى تغيير الجنس الطبيعي بحيث يكون المظهر عند الولادة غالباً أو كليًا من جنس محدد ولكن يتغير خلال الحياة ليصبح غالباً أو كلياً من الجنس الآخر. الأغلبية الساحقة لهذه التغييرات هي من مظهر الأنوثة عند الولادة لمظهر الذكورة بعد سنّ البلوغ بسبب نقص في alpha-reductase-5 (alpha-RD-25 أو 17-beta-hydroxysteroid dehydrogenase deficiency (17beta-HSD-3). لقد تم تقديم التقارير عند بعض التحولات العكسية من الرجال إلى الإناث ولكن المسببات ليست مفهومة.

## الجوانب الطبية
بعد تقييم النفسي الأولي، يبدأ علاج الأشخاص بالعلاج بالهرمونات البديلة . ويجب أن يعيش الشخص الذي يريد تغير جنسه عادة لمدة سنة على الأقل قبل الجراحة التناسلية، حتى يكتسب خبرة من واقع الحياة الجديدة قبل إجراء العمليات الجراحية . قد يخضع الأفراد المتحولين جنسيا لبعض أو كل الإجراءات الطبية أو حتى لا شيء من الإجراءات المتاحة، وهذا يعتمد على التقييم النفسي، والصحة، والدخل، واعتبارات أخرى.
يختبر مُصَحِّحُوا الجنس (مغايروا الجنس) عدم توافق بين هويتهم الجندرية وجنسهم المحدد، ويرغبون في أن يتغيروا بشكل دائم إلى الجنس أو النوع الاجتماعي الذي يحددونه، وعادة ما يطلبون المساعدة الطبية (بما في ذلك علاجات تغيير نوع الجنس، مثل العلاج الهرموني لتغيير الجنس وجراحة تغيير الجنس) لمساعدتهم على محاذاة أجسامهم مع الجنس أو النوع الإجتماعي المحدد.
مُصَحِّحُوا الجنس مجموعة فرعية من مغايري النوع الاجتماعي، لكن قد يرفض بعض مصححي الجنس تسمية مغايري النوع الاجتماعي. يمكن إجراء تشخيص طبي لاضطراب الهوية الجندرية إذا أعرب الشخص عن رغبته في العيش وقبوله كفرد من جنسه المحدد، وإذا عانى الشخص من ضعف في الأداء أو الكرب نتيجة لهويته الجندرية.

## التشخيص الطبي
لم يعد مصطلح التصحيح الجنسي مصنّفًا على أنه اضطراب نفسي في التصنيف الإحصائي الدولي للأمراض والمشاكل المتعلقة بالصحة (آي سي دي). أوصت الرابطة المهنية العالمية لصحة مغايري النوع الاجتماعي (دبليو بّي إيه تي إتش) والعديد من الأشخاص مُصحّحي الهوية الجنسية بهذا الاستبعاد، مجادلين أنه يوجد على الأقل بعض من متخصصي الصحة النفسية غير حساسين، من خلال وصف التصحيح الجنسي بأنه «مرض» بدلًا من سمة فطرية، مثلما يعتقد العديد من مغايري الجنس.
يُصنّف الآن بدلًا من ذلك كحالة صحية جنسية، ويستمر هذا التصنيف في تمكين أنظمة الرعاية الصحية لتوفير احتياجات الرعاية الصحية المتعلقة بالنوع الاجتماعي. أُصدرت الطبعة الحادية عشرة في يونيو 2018، وأدرجت النسخة السابقة آي سي دي-10 التصحيح الجنسي، ولَبِسة الجنس الآخر ذات الدور المزدوج، واضطراب الهوية الجندرية في الطفولة، في فئة اضطراب الهوية الجندرية. عُرِّف التصحيح الجنسي بأنه «رغبة في العيش والقبول كفرد من الجنس الآخر، ومصحوبًا في العادة بشعور من الانزعاج أو عدم ملاءمة الجنس التشريحي للمرء، ورغبة في إجراء جراحة وعلاج هرموني لجعل جسد الشخص متطابق قدر الإمكان مع الجنس المفضل».
ضُمّنت الرغبة في التصحيح الجنسي أيضًا في الدليل التشخيصي والإحصائي للاضطرابات النفسية (دي إس إم) للجمعية الأمريكية للطب النفسي. أُزيلت الرغبة في التصحيح الجنسي كمرض في دي إس إم-5، ووُضع اضطراب الهوية الجندرية مكانه. أُجري هذا التغيير ليعكس وجهة نظر الإجماع من قبل أعضاء إيه بّي إيه بأن التصحيح الجنسي ليس اضطرابًا في حد ذاته وأن الأشخاص مغايري الجنس لا يجب وصمهم دون داعٍ. بإمكان مغايري الجنس الوصول إلى الرعاية الطبية من خلال عملية التحول، من خلال تضمين تشخيص اضطراب الهوية الجندرية.
التشخيص الحالي لمغايري الجنس الذين يقدمون أنفسهم للعلاج الطبي هو اضطراب الهوية الجندرية (باستبعاد أولئك الذين يعانون من اضطرابات في الهوية الجنسية دون مخاوف تتعلق بالنوع الاجتماعي). تكون هذه العلامة التشخيصية ضرورية للحصول على علاج تغيير الجنس مع تغطية التأمين الصحي وفقًا لمعايير الرعاية التي صاغتها الجمعية المهنية العالمية لصحة مغايري النوع الاجتماعي (دبليو بّي إيه تي إتش) التي عُرفت سابقًا باسم رابطة هاري بنجامين الدولية لاضطراب الهوية الجندرية، وتصنيف اضطرابات الهوية الجندرية كاضطرابات نفسية ليس مبررًا للوصم أو الحرمان من الحقوق المدنية لمرضى النوع الاجتماعي.

## الأسباب والدراسات والنظريات
تقترح دراسات التوائم أن هناك أسباب وراثية محتملة لمغايرة الجنس، على الرغم من أن الجينات الدقيقة المعنية ليست مفهومة بالكامل. وجدت إحدى الدراسات المنشورة في المجلة الدولية لمغايرة النوع الاجتماعي أن 33% من أزواج التوائم المتطابقة كانوا مغايرين (عابرين)، مقارنة بـ 2.6% فقط من التوائم غير المتطابقة التي نشأت في نفس العائلة في نفس الوقت، ولكنها لم تكن متطابقة جينيًا.
أنشأ راي بلانشارد تصنيفًا للرغبة في التصحيح الجنسي من ذكور إلى إناث، والذي يقترح مسببين متميزين لأفراد الأندروفيليا والجينيفليا، والذي أصبح مثيرًا للجدل، بدعم من جيه مايكل بيلي، وآن لورانس، وجيمس كانتور وآخرين، ولكن عارضهم تشارلز ألين موسر، وجوليا سيرانو، والجمعية المهنية العالمية لصحة مغايري النوع الاجتماعي.

## المساعدة الطبية

### علاج تغيير الجنس
علاج تغيير الجنس (إس أر تي) مصطلح شامل لجميع العلاجات الطبية ذات الصلة بإعادة تعيين الجنس لكل من مغايري النوع الاجتماعي وثنائيي الجنس. يتخذ الأفراد خيارات مختلفة فيما يتعلق بعلاج تغيير الجنس، والذي قد يشمل العلاج بالهرمونات البديلة (إتش أر تي) عند الانتقال من إناث إلى ذكور أو من ذكور إلى إناث لتعديل الخصائص الجنسية الثانوية، وجراحة تغيير الجنس (مثل استئصال الخصية) لتغيير خصائص الجنس الأولية، وجراحة الصدر مثل الجراحة العلوية أو تكبير الثدي، أو حلق القصبة الهوائية وجراحة تأنيث الوجه أو إزالة الشعر الدائم في حالة النساء العابرات.
يُطلب من مغايري الجنس- للحصول على علاج تغيير الجنس- عمومًا الخضوع لتقييم نفسي، والحصول على تشخيص لاضطراب الهوية الجندرية وفقًا لمعايير الرعاية (إس أو سي) كما نشرتها الجمعية المهنية العالمية لصحة مغايري النوع الاجتماعي. عادة ما يكون هذا التقييم مصحوبًا بإسداء المشورة بشأن قضايا التكيف مع دور النوع الاجتماعي المطلوب وتأثيرات ومخاطر العلاجات الطبية، وأحيانًا عن طريق العلاج النفسي. الغرض من إس أو سي أن يكون بمثابة توجيهات، وليس قواعد غير مرنة، ويقصد به ضمان أن يكون العملاء على دراية سليمة وبصحة نفسية سليمة، وثني الناس عن الانتقال بناءً على توقعات غير واقعية.

### العلاج النفسي
عادة ما تكون التقنيات النفسية التي تحاول تغيير الهوية الجندرية إلى أخرى مناسبة للجنس المحدد للشخص غير فعالة. تشير معايير الرعاية المعترف بها على نطاق واسع إلى أن المسار الوحيد المعقول والفعال في بعض الأحيان لعلاج المصححين جنسيًا هو الخضوع لعلاج تغيير الجنس.
أُكّد على حاجة علاج المصححين جنسيًا من خلال ارتفاع معدل مشاكل الصحة النفسية، بما في ذلك الاكتئاب والقلق والإدمان بأشكاله المختلفة، بالإضافة إلى ارتفاع معدل الانتحار بين مغايري الجنس غير المعالجين مما هو عليه بين عموم السكان. خُفّفت هذه المشاكل عن طريق تغيير الدور الجندري و/ أو الخصائص الجسدية.
يشير العديد من الناشطين مغايري النوع الاجتماعي ومصححي الجنس، والعديد من مقدمي الرعاية، إلى أن هذه المشاكل لا تتعلق عادةً بقضايا الهوية الجندرية نفسها، ولكن بالاستجابات الاجتماعية والثقافية للأفراد المتنوعين جندريَا. يرفض بعض مصححي الجنس المشورة التي توصي بها معايير الرعاية، لأنهم لا يعتبرون هويتهم الجندرية سببًا لمشاكل نفسية.
أشار براون ورونسلي إلى أنه «يخضع بعض الأشخاص المصححين جنسيًا للتوقعات القانونية والطبية من أجل الحصول على الحقوق الممنوحة من خلال التسلسل الهرمي الطبي/ النفسي». عادة ما يصعب الحصول على الاحتياجات القانونية، مثل تغيير الجنس في المستندات القانونية، وكذلك الاحتياجات الطبية- مثل جراحة تغيير الجنس- دون موافقة الطبيب أو المعالج. يشعر بعض المصححين جنسيًا بالإكراه على تأكيد المفاهيم القديمة للنوع الاجتماعي للتغلب على العوائق القانونية والطبية البسيطة (براون 107).